# Brownie
Brownie, také chocolate brownie nebo Boston brownie, je moučník pocházející ze Spojených států. Pro výrobu se používá třené těsto s přídavkem mouky a kakaa, někdy i kousků čokolády, případně i dalších přísad jako oříšků nebo rozinek. Peče se na plechu, po upečení se může potřít čokoládovou polevou a krájí se na čtverečky. Varianta white brownies používá bílou čokoládu místo hnědé.
Brownie se obvykle jedí rukou, doplňují se šlehačkou nebo se pocukrují, teplá brownie se mohou jíst se zmrzlinou. Vhodným nápojem k nim je mléko. V severní Americe často bývají na jídelním lístku restaurací a kaváren.
Recept na brownie se poprvé objevil v učebnici vaření Boston Cooking-School Cook Book od Fannie Farmerové ve vydání z roku 1896, tehdy ovšem ještě šlo o poněkud jiný druh moučníku. Současný recept se postupně ustálil až v první dekádě 20. století, a to nejpozději v kuchařce Lowney's Cook Book od Marie Willetové Howardové z roku 1907, která navázala na recept Bangor Brownie z kuchařky Fannie Farmerové, v němž zvýšila podíl vajec a čokolády. Za původní domov moučníku tak snad lze považovat město Bangor ve státě Maine.